# ایلیوشین ایل-۱۱۲

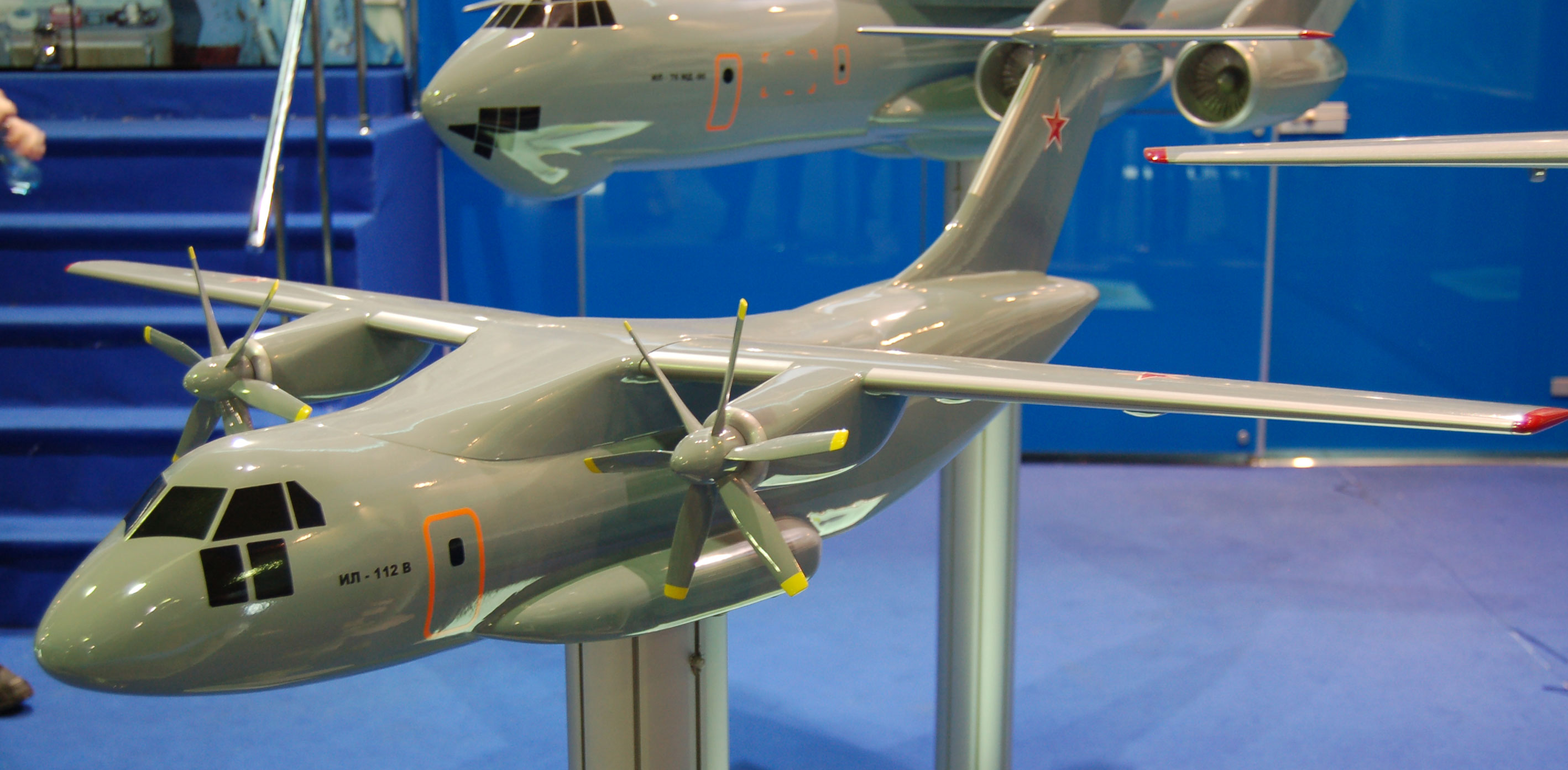
ایلیوشین ایل-۱۱۲

ایلیوشین ایل-۱۱۲ (به روسی: Ильюшин Ил-112) یک هواپیمای ترابری نظامی سبک و دوموتوره با بالاهای بلند است که به‌دست گروه صنعتی و هواپیماسازی ایلیوشین ساخته شده‌است. این هواپیما با همکاری شرکت وورونژ ساخته شده و در مراحل توسعه قرار دارد. این هواپیما بعنوان یک هواپیمای ۴۴ سرنشین توانایی حمل ۵ تن محموله را دارد و جایگزین آنتونوف ای‌ان-۲۶ خواهد شد.

کابین ایلیوشین ایل-۱۱۲ یک کابین شیشه‌ای است که دارای شش نمایشگر ال.سی. دی می‌باشد. بیشینهٔ بار قابل حمل با این هواپیما ۵ تُن است.
حادثه:
یک فروند از این هواپیما در تاریخ ۱۷ اوت ۲۰۲۱ (۲۶ مرداد ۱۴۰۰) هنگام پرواز آزمایشی جهت دریافت گواهینامه‌های فنی به دلیل آتش گرفتن موتور سمت راست در حوالی مسکو سقوط کرد. در این حادثه هر ۳ سرنشین این هواپیما کشته شدند.

## ویژگی‌ها
داده‌ها از Ilyushin
ویژگی‌های عمومی
- ظرفیت: ۵٬۰۰۰ کیلوگرم (۱۱٬۰۰۰ پوند); 44 passengers
- طول: ۲۴٫۱۵ متر (۷۹ فوت ۳ اینچ)
- پهنای بال: ۲۷٫۶ متر (۹۰ فوت ۷ اینچ)
- ارتفاع: ۸٫۸۹ متر (۲۹ فوت ۲ اینچ)
- مساحت بال‌ها: ۶۵ متر مربع (۷۰۰ فوت مربع)
- بیشترین وزن برخاست: ۲۱٬۰۰۰ کیلوگرم (۴۶٬۲۹۷ پوند)
- ظرفیت سوخت: ۷٬۲۰۰ لیتر (۱٬۶۰۰ گالون بریتانیایی؛ ۱٬۹۰۰ گالون آمریکایی)
- پیشرانه: ۲ عدد turboprop Klimov TV7-117ST، ۲٬۶۱۰ کیلووات (۳٬۵۰۰ اسب بخار) در هر موتور
- ملخ‌ها: ششملخه constant-speed reversible pitch propellers

عملکرد
- سرعت کروز: ۴۵۰ کیلومتر بر ساعت (۲۸۰ مایل بر ساعت، ۲۴۰ گره) to ۵۰۰ کیلومتر بر ساعت (۳۱۰ مایل بر ساعت؛ ۲۷۰ گره)
- بُرد: ۲٬۴۰۰ کیلومتر (۱٬۵۰۰ مایل، ۱٬۳۰۰ مایل دریایی) with ۳٬۵۰۰ کیلوگرم (۷٬۷۰۰ پوند) load; ۱٬۷۰۰ کیلومتر (۱٬۱۰۰ مایل؛ ۹۲۰ مایل دریایی) with max load
- حداکثر ارتفاع: ۷٬۶۰۰ متر (۲۴٬۹۰۰ فوت)